# Џими Вилсон
Џими Вилсон (енгл. Jimmie Wilson; Детроит, 7. фебруара 1981) је амерички певач и глумац музичког позоришта.

## Биографија
Студирао је глуму у Холивуду, а потом је глумио у мјузиклу Sisterella у продукцији Мајкла Џексона. Касније се преселио у Немачку да би играо Барака Обаму у мјузиклу Hope! – Das Obama Musical. Године 2012. учествовао је у трећој серији пољске верзије такмичења Must Be the Music. Испао је у полуфиналу.
Представљао је Сан Марино на Песми Евровизије 2017, са песмом „Spirit of the Night“ у дуету са певачицом Валентином Монетом, али није успео да се квалификује у финале.

## Дискографија

### Албуми
| Назив             | Година |
| ----------------- | ------ |
| So Damn Beautiful | 2017.  |